# Кристофелови симболи
Кристофелови симболи у диференцијалној геометрији представљају коефицијенте који описују паралелни транспорт у криволинијским координатним системима. Добили су име по немачком математичару Елвину Бруну Кристофелу. Кристофелови симболи прве врсте означавају се са {\displaystyle [\mu \nu ,\kappa ]=\Gamma _{\mu \nu \kappa },} а симболи друге врсте са {\displaystyle {\begin{Bmatrix}\sigma \\\mu \nu \end{Bmatrix}}=\Gamma _{\;\mu \nu }^{\sigma }}. У целом тексту користи се Ајнштајнова конвенција да се сумира по индексима који се појављаују више пута.

## Паралелни транспорт
Када у криволинијском систему одузимамо два вектора поред уобичајене разлике два вектора у правоугаоном систему имамо и додатну разлику због паралелнога транспорта једнога вектора до другога. Нека у {\displaystyle x^{i}} вектор има вредност {\displaystyle A^{i},} а у некој тачки
{\displaystyle x^{i}+dx^{i}} вредност {\displaystyle A^{i}+dA^{i}.} Ако вектор {\displaystyle A^{i}} транспортујемо до {\displaystyle x^{i}+dx^{i}} он се због паралелнога транспорта у криволинијским координатама промени за {\displaystyle \delta A^{i}.} Укупна разлика два вектора постаје онда:
{\displaystyle DA^{i}=dA^{i}-\delta A^{i}}
Паралелни транспорт зависан је од Кристофелових симбола:
{\displaystyle \delta A^{i}=-\Gamma ^{i}{}_{k\ell }A^{k}dx^{l}.}
Ту се користи Ајнштајнова конвенција да се сумира по индексима који се појављаују више пута.

## Пример у поларном систему
Узмимо поларни координатни систем у коме се тачка налази на удаљености {\displaystyle {r}} и под углом {\displaystyle \varphi .} Нека вектор {\displaystyle {\boldsymbol {A}}} има координате {\displaystyle (a,\,\alpha )},
односно налази се на удаљеност {\displaystyle a} од центра и из центра се види под углом {\displaystyle \alpha }.
Препоставимо да се велтор премешта из једне у другу тачку. Његове компоненте се не мјењају у правоугаоном координатном систему.
У поларном систему вектора {\displaystyle {\boldsymbol {A}}} остаје исте величине јер величина вектора на једном месту је:
{\displaystyle |A|^{2}=a^{2}+r^{2}\alpha ^{2}}
а на другом је:
{\displaystyle a^{2}+(r+{\rm {d}}r)^{2}(\alpha +{\rm {d}}\alpha )^{2}=a^{2}+r^{2}\alpha ^{2},}
па се добија:

## Паралелан транспорт дуж лука
Током транслације дуж лука мењају се обе координате, па са слике 2 видимо да је:
{\displaystyle \alpha ={\frac {A}{r}}\sin \lambda }, {\displaystyle a=A\cos \lambda },
и {\displaystyle {\rm {d}}\lambda =-{\rm {d}}\varphi } па је:
Осим тога пошто је {\displaystyle a=A\cos \lambda }, {\displaystyle {\rm {d}}\lambda =-{\rm {d}}\varphi },
и {\displaystyle A\sin \lambda =r\alpha }, онда је
Означимо ли:{\displaystyle x^{1}=r}, {\displaystyle x^{2}=\varphi }, {\displaystyle {A^{1}=a}} и {\displaystyle A^{2}=\alpha } онда се из формуле, у којој је конвенција да се сумира по индексима који се појављаују два или више пута
{\displaystyle \delta A^{i}=-\Gamma ^{i}{}_{k\ell }A^{k}dx^{l}.}
могу добити Кристофелови симболи као:
{\displaystyle {\Gamma _{22}^{1}=-r}}, {\displaystyle \Gamma _{12}^{2}=\Gamma _{21}^{2}=1/r},
а сви остали су нула.

## Кристофелови симболи прве и друге врсте
Кристофелови симболи прве и друге врсте повезани су следећом релацијом:
{\displaystyle \Gamma _{cab}=g_{cd}\Gamma ^{d}{}_{ab}\,,}
Кристофелови симболи повезани су са метричким тензором. Ако знамо метрички тензор за неки криволинијски систем тада се Кристофелови симболи друге врсте могу потпуно представити преко одговарајућега матричкога тензора:
{\displaystyle \Gamma ^{i}{}_{k\ell }={\frac {1}{2}}g^{im}\left({\frac {\partial g_{mk}}{\partial x^{\ell }}}+{\frac {\partial g_{m\ell }}{\partial x^{k}}}-{\frac {\partial g_{k\ell }}{\partial x^{m}}}\right)={1 \over 2}g^{im}(g_{mk,\ell }+g_{m\ell ,k}-g_{k\ell ,m}),\ }
а ту је {\displaystyle g^{ij}\ } контраваријантни приказ метричкога тензора, а {\displaystyle g_{ij}\ } представља коваријантан приказ метричкога тензора, а повезани су изразом {\displaystyle g^{ij}g_{jk}=\delta _{k}^{i}\ }.
Кристофелови симболи прве врсте даду се приказати као:
{\displaystyle \Gamma _{n,ij}^{}}
{\displaystyle \Gamma _{n,ij}=g_{kn}\Gamma _{ij}^{k}={\tfrac {1}{2}}\left({\frac {\partial g_{in}}{\partial x^{j}}}+{\frac {\partial g_{jn}}{\partial x^{i}}}-{\frac {\partial g_{ij}}{\partial x^{n}}}\right)}
Кристофелови симболи су симетрични по доњим индексима;
{\displaystyle \Gamma ^{i}{}_{jk}=\Gamma ^{i}{}_{kj}.}
С друге стране коваријантан извод метричкога тензора може се приказати преко Кристофелових симбола:
{\displaystyle \nabla _{\ell }g_{ik}={\frac {\partial g_{ik}}{\partial x^{\ell }}}-g_{mk}\Gamma ^{m}{}_{i\ell }-g_{im}\Gamma ^{m}{}_{k\ell }=0.\ }

## У неким системима
За сферни координатни систем компоненте метричкога тензора су {\displaystyle g_{\theta \theta }=r^{2}}, {\displaystyle g_{\phi \phi }=r^{2}\sin ^{2}\theta }, {\displaystyle g_{\theta \theta ,r}=2r}, {\displaystyle g_{\phi \phi ,r}=2r\sin ^{2}\theta }, {\displaystyle g_{\phi \phi ,\theta }=2r^{2}\cos \theta \sin \theta }. па су Кристофелови симболи дани са:
{\displaystyle {\begin{aligned}\Gamma _{\theta \theta }^{r}&=-r\\\Gamma _{\phi \phi }^{r}&=-r\sin ^{2}\theta \\\Gamma _{r\theta }^{\theta }=\Gamma _{\theta r}^{\theta }&=r^{-1}\\\Gamma _{\phi \phi }^{\theta }&=-\cos \theta \sin \theta \\\Gamma _{r\phi }^{\phi }=\Gamma _{\phi r}^{\phi }&=r^{-1}\\\Gamma _{\phi \theta }^{\phi }=\Gamma _{\theta \phi }^{\phi }&=\cot \theta \end{aligned}}}
За цилиндрични координатни систем симболи су:
{\displaystyle {\begin{aligned}\Gamma _{\phi \phi }^{r}&=-r\\\Gamma _{r\phi }^{\phi }=\Gamma _{\phi r}^{\phi }&={\frac {1}{r}}\end{aligned}}}

## Коваријантан извод
Преко Кристофелових симбола приказује се коваријантан извод тензора:
Коваријантни извод тензорскога поља {\displaystyle A^{ik}\ } је
{\displaystyle \nabla _{\ell }A^{ik}={\frac {\partial A^{ik}}{\partial x^{\ell }}}+\Gamma ^{i}{}_{m\ell }A^{mk}+\Gamma ^{k}{}_{m\ell }A^{im},\ }
тј.
{\displaystyle A^{ik}{}_{;\ell }=A^{ik}{}_{,\ell }+A^{mk}\Gamma ^{i}{}_{m\ell }+A^{im}\Gamma ^{k}{}_{m\ell }.\ }
За мешано тензорско поље имамо:
{\displaystyle A^{i}{}_{k;\ell }=A^{i}{}_{k,\ell }+A^{m}{}_{k}\Gamma ^{i}{}_{m\ell }-A^{i}{}_{m}\Gamma ^{m}{}_{k\ell },\ }
а за тензорско поље поље типа (0,2) коваријантан извод је:
{\displaystyle A_{ik;\ell }=A_{ik,\ell }-A_{mk}\Gamma ^{m}{}_{i\ell }-A_{im}\Gamma ^{m}{}_{k\ell }.\ }
Коваријантни извод за неки тензор типа (n, m) је:
{\displaystyle \nabla _{k}v_{j_{1}\cdots j_{m}}^{i_{1}\cdots i_{n}}={\frac {\partial }{\partial x^{k}}}v_{j_{1}\cdots j_{m}}^{i_{1}\cdots i_{n}}+\sum _{\alpha =1}^{n}\Gamma _{k\ell }^{i_{\alpha }}\ v_{j_{1}\cdots j_{m}}^{i_{1}\cdots i_{\alpha -1}\ \ell \ i_{\alpha +1}\cdots i_{n}}-\sum _{\alpha =1}^{m}\Gamma _{ki_{\alpha }}^{\ell }\ v_{j_{1}\cdots j_{\alpha -1}\ \ell \ j_{\alpha +1}\cdots j_{m}}^{i_{1}\cdots i_{n}}}

## Контракција
Користи се Ајнштајнова конвенција да се сумира по индексима који се појављаују више пута.
Контракцијом Кристофелових симбола односно сумацијом по индексу, који се понавља добија се:
{\displaystyle \Gamma ^{i}{}_{ki}={\frac {1}{2}}g^{im}{\frac {\partial g_{im}}{\partial x^{k}}}={\frac {1}{2g}}{\frac {\partial g}{\partial x^{k}}}={\frac {\partial \log {\sqrt {|g|}}}{\partial x^{k}}}\ }
и
{\displaystyle g^{k\ell }\Gamma ^{i}{}_{k\ell }={\frac {-1}{\sqrt {|g|}}}\;{\frac {\partial \left({\sqrt {|g|}}\,g^{ik}\right)}{\partial x^{k}}}}
Ту је |g| детерминанта од {\displaystyle g_{ij}\ }, односно коваријантнога приказа метричкога тензора. С друге стране {\displaystyle g^{ij}\ } означава контраваријантни приказ метричкога тензора, а два приказа тензора повезана су изразом {\displaystyle g^{ij}g_{jk}=\delta _{k}^{i}\ }.

## Трансформација
При трансформацији једнога система {\displaystyle (x^{1},...,x^{n})\ } у други {\displaystyle (y^{1},...,y^{n})\ }, вектори базе се коваријантно трансформишу:
{\displaystyle {\frac {\partial }{\partial y^{i}}}={\frac {\partial x^{k}}{\partial y^{i}}}{\frac {\partial }{\partial x^{k}}}\ }
па се добија формула трансформације Кристофелових симбола:
{\displaystyle {\overline {\Gamma ^{k}{}_{ij}}}={\frac {\partial x^{p}}{\partial y^{i}}}\,{\frac {\partial x^{q}}{\partial y^{j}}}\,\Gamma ^{r}{}_{pq}\,{\frac {\partial y^{k}}{\partial x^{r}}}+{\frac {\partial y^{k}}{\partial x^{m}}}\,{\frac {\partial ^{2}x^{m}}{\partial y^{i}\partial y^{j}}}\ }